# Општина Аниноаса (Горж)
Аниноаса (рум. Aninoasa) општина је у Румунији у округу Горж.
Oпштина се налази на надморској висини од 202 m.